# Sanča Aragonska, grofica Toulousea
Doña Sanča Aragonska (Sancha; o. 1186. – nakon 1241.) bila je infanta (princeza) Aragonije i grofica Toulousea.
Bila je kći kralja Aragonije Alfonsa II. Čednog, koji je bio i grof Barcelone te tako unuka kraljice Petronille. Majka joj je bila Sanča Kastiljska, kraljica Aragonije, a sestre Leonora i Konstanca. (Leonora je također bila grofica Toulousea.)
Sanča, nazvana po majci, udala se za grofa Rajmonda VII. Tuluškog, čiji je otac, Rajmond VI. Tuluški, bio muž njezine sestre Leonore. Majka Rajmonda VII. bila je princeza Engleske, gospa Ivana.
Infanta Sanča je bila prva supruga svog muža. Brak je dogovorio njezin brat, kralj Petar II. Katolički.
Kći Sanče i njezinog muža bila je grofica Ivana Tuluška.

## Vanjske poveznice
- Infante doña SANCHA de Aragón